# International Auxiliary Language Association

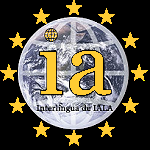
Logo dell'Interlingua

L'International Auxiliary Language Association o IALA, in italiano "Associazione Internazionale per la lingua ausiliaria", fu un'associazione fondata nel 1924, con l'appoggio di numerose istituzioni e di esperti di fama internazionale nel campo linguistico, allo scopo d'identificare e standardizzare un vocabolario internazionale e di ideare per esso una grammatica, al fine di creare una nuova lingua ausiliaria internazionale.

## Storia

Bandiera dell'Interlingua

La IALA fu fondata a New York da Alice Vanderbilt Morris, nel tentativo di rifondare e perfezionare la precedente "Delegazione per l'adozione di una lingua ausiliaria internazionale" di Léopold Leau e Louis Couturat. 
Tra i membri figurarono linguisti del calibro di Otto Jespersen, Edward Sapir, André Martinet e Hugh Edward Blair. Il famoso psicologo Edward Lee Thorndike aiutò molto nella ricerca sulla facilità di apprendimento delle lingue. Ma il linguista  che legò più di ogni altro il suo nome alla IALA fu il tedesco-americano Alexander Gode. 
Il risultato finale del lungo lavoro della IALA è stato la creazione dell'interlingua. La data di nascita dell'Interlingua viene fatta solitamente coincidere con la pubblicazione, avvenuta nel 1951, dell'Interlingua-English Dictionary (IED).

### UMI (Union Mundial pro Interlingua)
L'attività della IALA continua oggi ad opera dell'UMI (Union Mundial pro Interlingua), presieduta da Alix Mahé-Potet. Pubblica un periodico internazionale, scritto interamente in Interlingua, dal titolo Panorama in Interlingua. L'UMI si articola in 21 organizzazioni nazionali, tra le quali la più attiva è forse la British Interlingua Society (Società Britannica per l'Interlingua), presieduta da Peter Gopsill. Pubblica due periodici, in parte in interlingua e in parte in inglese, intitolati "Lingua e Vita" e "Contacto". L'organizzazione italiana (Association Interlingua Italia) è presieduta da Roberto Capuzzo.